# Huis Zúñiga

Wapen van het huis Zúñiga

Het huis van Zúñiga is een Spaans adellijk huis dat zijn oorsprong vindt in Baskenland. De familieleden van dit huis behoorden sinds de 16e eeuw tot de hoge politieke klasse in Spanje. Velen van hen waren diplomaat.

## Bekende leden
- Álvaro I de Zúñiga y Guzmán, eerste hertog van Béjar
- Álvaro II de Zúñiga y Guzmán, tweede hertog van Béjar
- Alfonso López I de Zúñiga, zesde hertog van Béjar
- Alfonso López II de Zúñiga, achtste hertog van Béjar
- Manuel Diego López de Zúñiga, tiende hertog van Béjar
- Juan Manuel II López de Zúñiga, elfde hertog van Béjar
- Luis de Zúñiga y Requesens
- Juan I de Zúñiga y Requesens, onderkoning van Napels. Hij was gehuwd met Dorotea Barresi e Santapau.
- Francesillo de Zúñiga
- Mgr. Diego López de Zúñiga, Bisschop van Calahorra y La Calzada-Logroño (Dioecesis Calaguritanus et Calceatensis - Lucroniensis)
- Mgr. Íñigo López de Mendoza y Zúñiga, Bisschop van Burgos
- Mgr. Alonso Martín de Zúñiga
- Mgr. Francisco Manuel de Zúñiga Sotomayor y Mendoza, Bisschop van Ciudad Rodrigo
- Antonio de Zúñiga, onderkoning van Catalonia

## Familiepatrimonium
Gedurende eeuwen bezat de familie tientallen kastelen en stadspaleizen verspreid over heel Spanje. Tot de bekendste behoren:
- Het stadspaleis van Monterrey in Salamanca
- Het stadspaleis van Mirabel in Cáceres